# 全靠吉福斯
全靠吉福斯（By Jeeves）是由安德魯·洛伊·韋伯和艾倫·艾克伯恩從P.G.沃德豪斯的小說改編而作的音樂劇。最原始的版本是1975年版，在1975年4月22日上演後僅在女王陛下劇院演出了三十八次，被視為韋伯唯一的失敗作品。 於1996年重寫，5月1日在倫敦首演 ，在三個劇院的演出成功延長至1997年2月。美國版本在1996年首演，百老匯版本在2001年首演。
音樂劇的電影版於2001年10月發行，它是在匹茲堡製作錄音後在多倫多工作室拍攝的。它於曾在加拿大電視台播出，並被錄製為在英國和加拿大發行的影帶，負責的導演是艾倫·阿克伯恩和尼克·莫里斯。

## 曲目
1. 伍思特的代碼
2. 滿懷希望的旅行
3. 雌性物種
4. 今天
5. 愛情來臨時
6. 吉維斯過去的巔峰
7. 一下下
8. S.P.O.D.E.
9. 盈盈淺笑
10. 夏季的一天
11. 班卓琴男孩
12. 比男性更為致命
13. 哈囉歌
14. 全靠吉福斯
15. 你得說什麼，吉福斯？
16. 牠是一隻豬
17. 彩虹班卓琴巫師
18. 愛的迷宮
19. 伍斯特會招待你

### 全靠吉福斯未錄製的歌曲
- 愛的食物
- 當你想要墜入愛河(稍後在用於另一齣音樂劇歌聲舞影，名為意外之歌。)

### 重複使用的歌曲
- 一下下後來成為莎拉.布萊曼專輯的歌曲That Got Away and the track ，它的一小部分也被用在日落大道的「似乎不曾說再見」一歌。
- 「夏季的一天」被改編成「另一個箱子在另一個廳」用在艾薇塔中。

### 備註
- 由倫敦演員錄製的1975年原始版只有十一首歌。
- 「牠是一隻豬」一曲在馬格達版和萊納托尼·克利斯蒂版有不同的歌詞。
- 「雌性物種」的旋律比全靠吉福斯早出現:它在 1973年為私人錄音目的由蒂姆.賴斯作為羅伯特和彼得的民謠的一部分。
- 「哈囉歌」改編自1972年的What A Line To Go Out On(sung by Yvonne Elliman)。
- 「滿懷希望的旅行」最初作為孤海浮燈中的一段旋律。